# ألعاب القوى في الألعاب الأولمبية الصيفية 2020 – سباق 5000 متر للسيدات
حدث 5000 متر للسيدات في الألعاب الأولمبية الصيفية 2020 في 30 يوليو و2 أغسطس 2021 في ملعب اليابان الوطني. شاركت حوالي 45 رياضية؛ العدد الدقيق كان يعتمد على عدد الدول التي تستخدم أماكن العالمية لإدخال الرياضيات بالإضافة إلى 42 رياضية مؤهلة من خلال الزمن أو التصنيف (استخدمت 1 مكان عالمي في 2016).

## المُلخّص
سيفان حسن كانت قد أعلنت بالفعل عن نيتها محاولة الفوز بثلاثية 1500 و5000 و10000 متر في الأولمبياد. قبل الأولمبياد، كانت قد فازت بسباقي 1500 و10000 متر في بطولة العالم. فيفيان شيريوت من كينيا كانت قد فازت بسباق 5000 متر السابق في أولمبياد 2016، لكنها لم تُشارك في أولمبياد 2020. هيلين أوبيري، أيضًا من كينيا، حصلت على المركز الثاني في ريو وكانت قد فازت بسباق 5000 متر في بطولة العالم 2019.
في وقت سابق من اليوم، خلال التصفيات التمهيدية لسباق 1500 متر، تعرضت خلاد حسن إلى سقوط ولكنها تمكنت من الاستمرار، وفازت في التصفيات للتأهل إلى نصف النهائي. بدأت السباق ببطء، مع إليس كرانني في المقدمة المبكرة فيما تراجعت حسن إلى مؤخرة الحشد. راغبة في جعل الوتيرة أسرع، قامت ريريكا هيروناكا بالجري حول الحشد وتقدمت للقيادة. خلال اللفات الثلاثة التالية، سمح الحشد لهيروناكا بالانفصال إلى ما يصل إلى 10 أمتار. ثم تقدم الثلاثي الكيني هيلين أوبيري، أغنيس جيبت تيروب، و ليلين كاسيت رينجيروك؛ والثلاثي الإثيوبي جوداف تسيجاي، سينبيري تيفيري، وإيغايهو تايي؛ والرياضية التركية ذات الأصول الكينية ياسمين كان.
مع تبقي 3 لفات، زادت المجموعة المتقدمة من سرعتها، حيث تقدمت حسن من موقعها في الجزء الخلفي من السباق إلى الجزء الخلفي من المجموعة المتقدمة. مع انسحاب رينجيروكا، تكونت المجموعة المتقدمة من 3 إثيوبيين، و2 كينيين، و كان، و حسن. في اللفة قبل الأخيرة، تقدمت حسن بمركزين إضافيين، حيث لم يتمكن كان و تيفيري من مواكبة سرعة المجموعة المتقدمة. كل القادة كانوا يسعون ليكونوا في الصدارة عند الجرس، بالاصطفاف بشكل عريض عبر المضمار، تلتهم حسن.
عند بدء اللفة النهائية، انتقلت حسن إلى الخارج وبدأت في زيادة سرعتها لتجاوز العدائين أمامها؛ تم تجاوز تيروب، تاي، وتسقاي خلال المنعطف، وأخيراً في منتصف امتداد الخلفية تجاوزت القائدة أوبيري التي دخلت في سباق كامل لمحاولة صدها. لم تتوافق السرعة مع سرعة حسن، واحتفظت حسن بالصدارة وهي تتجه إلى المنعطف النهائي. عند الخروج من المنعطف الأخير، تسارعت حسن مرة أخرى، وفتحت فجوة بـ 12 مترًا في المستقيم النهائي، وفازت بالميدالية الذهبية بزمن قدره 14:36.79. انتهت أوبيري في المركز الثاني بفارق حوالي 1.57 ثانية؛ 14:38.36، واستكملت تسقاي المنصة في المركز الثالث بزمن 14:38.87. كانت هذه ثاني فضية متتالية لأوبيري.

## خلفية
كانت هذه هي المرة السابعة التي يُقام فيها الحدث، حيث ظهر في كل دورة ألعاب أولمبية منذ 1996.

## التصفيات
A لجنة أولمبية وطنية (NOC) يمكن أن تدخل ما يصل إلى 3 رياضيين مؤهلين في حدث 5000 متر للسيدات إذا كان جميع الرياضيين يستوفون معيار الدخول أو يتأهلون من خلال التصنيف خلال فترة التأهل. (حد 3 كان موجودًا منذ مؤتمر الألعاب الأولمبية عام 1930.) معيار التأهل هو 15:10.00. تم "تحديد هذا المعيار لغرض وحيد هو تأهيل الرياضيين بأداء استثنائي غير قادرين على التأهل من خلال مسار التصنيف العالمي لـ IAAF." سيتم استخدام التصنيفات العالمية، استنادًا إلى متوسط أفضل خمسة نتائج للرياضي خلال فترة التأهل ومرجحة بأهمية اللقاء، لتأهيل الرياضيين حتى يتم الوصول إلى الحد من 42.
كانت فترة التأهل في الأصل من 1 مايو 2019 إلى 29 يونيو 2020. بسبب جائحة فيروس كورونا، تم تعليق الفترة من 6 أبريل 2020 إلى 30 نوفمبر 2020، مع تمديد تاريخ الانتهاء إلى 29 يونيو 2021. كما تم تعديل تاريخ بدء فترة التصنيف العالمي من 1 مايو 2019 إلى 30 يونيو 2020؛ حيث ظل الرياضيون الذين استوفوا معيار التأهل خلال تلك الفترة مؤهلين، لكن أولئك الذين يعتمدون على التصنيف العالمي لم يتمكنوا من احتساب الأداء خلال تلك الفترة.
يمكن تحقيق معايير التأهل الزمنية في مختلف اللقاءات التي تتم خلال الفترة المحددة وتحظى بموافقة الاتحاد الدولي لألعاب القوى (IAAF). كانت كل من اللقاءات الداخلية والخارجية مؤهلة للتأهل. قد يتم احتساب أحدث بطولات المنطقة ضمن التصنيف، حتى لو لم تكن خلال فترة التأهل.
يمكن للجان الأولمبية الوطنية أيضاً استخدام مكانها العالمي—حيث يمكن لكل لجنة أولمبية وطنية إدخال رياضية واحدة بغض النظر عن الوقت إذا لم يكن لديها رياضيات مستوفية لمعيار المشاركة في حدث ألعاب القوى—في 5000 متر.

## صيغة المسابقة
استمر الحدث في استخدام صيغة الجولتين التي تم تقديمها في 2012.

## الأرقام القياسية
قبل هذه المنافسة، كانت الأرقام القياسية العالمية والإقليمية الحالية كما يلي.
| الرقم القياسي العالمي  | ليتيسنبيت غيدي (ETH)  | 14:06.62 | بلنسية، إسبانيا         | 7 أكتوبر 2020 |
| الرقم القياسي الأولمبي | فيفيان شيريوت (كينيا) | 14:26.17 | ريو دي جانيرو، البرازيل | 19 أغسطس 2016 |
| أفضل رقم في الموسم     | جوداف تسيجاي (ETH)    | 14:13.32 | هينجيلو، هولندا         | 8 يونيو 2021  |

| المنطقة                                    |             |                       |                  |
| المنطقة                                    | الوقت (ث)   | الرياضي               | الأمة            |
| ------------------------------------------ | ----------- | --------------------- | ---------------- |
| أفريقيا (سجلات)                            | 14:06.62 WR | ليتيسنبيت غيدي        | إثيوبيا          |
| آسيا (سجلات)                               | 14:28.09    | جيانغ بو              | الصين            |
| أوروبا (سجلات)                             | 14:22.12    | سيفان حسن             | هولندا           |
| أمريكا الشمالية، والوسطى والكاريبي (سجلات) | 14:23.92    | شيبلي هوليهان         | الولايات المتحدة |
| أوقيانوسيا (سجلات)                         | 14:39.89    | كيم سميث              | نيوزيلندا        |
| أمريكا الجنوبية (سجلات)                    | 15:18.85    | سيموني ألفيس دا سيلفا | البرازيل         |

تم تسجيل الأرقام القياسية التالية خلال المنافسات:
| البلد   | الرياضية        | الجولة  | الزمن    | ملاحظات |
| ------- | --------------- | ------- | -------- | ------- |
| إسرائيل | سلاماويت تيفيري | Round 1 | 14:53.43 |         |
| المكسيك | لاورا غالفان    | Round 1 | 15:00.16 |         |
| اليابان | ريريكا هيروناكا | Final   | 14:52.84 |         |

## الجدول الزمني
جميع الأوقات هي توقيت اليابان (UTC+9)
أقيم سباق 5000 متر للسيدات على مدار يومين منفصلين.
| التاريخ               | الوقت | الجولة   |
| --------------------- | ----- | -------- |
| الجمعة، 30 يوليو 2021 | 19:00 | الجولة 1 |
| الاثنين، 2 أغسطس 2021 | 19:00 | النهائي  |

## النتائج

### الجولة 1
قواعد التأهل: أول 5 في كل جولة (Q) و 5 الأسرع التاليين (q) يتقدمون إلى النهائي.

#### السباق 1
| المركز | الرياضية              | الدولة           | الزمن    | ملاحظات |
| ------ | --------------------- | ---------------- | -------- | ------- |
| 1      | سيفان حسن             | هولندا           | 14:47.89 | Q       |
| 2      | أغنيس جيبيت تيروب     | كينيا            | 14:48.01 | Q، SB   |
| 3      | سينبيري تيفيري        | إثيوبيا          | 14:48.31 | Q       |
| 4      | إجايهو تاي            | إثيوبيا          | 14:48.52 | Q       |
| 5      | ليليان كاسيت رينجيروك | كينيا            | 14:50.36 | Q، SB   |
| 6      | ياسمين جان            | تركيا            | 14:50.92 | q       |
| 7      | كاريسا شويتزر         | الولايات المتحدة | 14:51.34 | q، SB   |
| 8      | سلامويت تيفري         | إسرائيل          | 14:53.43 | q، NR   |
| 9      | ريريكا هيروناكا       | اليابان          | 14:55.87 | q، PB   |
| 10     | أندريا سيكافين        | كندا             | 14:59.55 | q       |
| 11     | لورا جالفان           | المكسيك          | 15:00.16 | NR      |
| 12     | كايدي حاجيتاني        | اليابان          | 15:04.95 | PB      |
| 13     | جيسيكا جود            | بريطانيا العظمى  | 15:09.47 |         |
| 14     | كميل بوسكومب          | نيوزيلندا        | 15:24.39 |         |
| 15     | بريسا تشيسانغ         | أوغندا           | 15:25.72 |         |
| 16     | لوسيا رودريغيز        | إسبانيا          | 15:26.19 | PB      |
| 17     | جولي-آن ستايلي        | كندا             | 15:33.39 |         |
| 18     | روز ديفيس             | أستراليا         | 15:50.07 |         |
| 19     | سارة تشيلانغات        | أوغندا           | 15:59.40 | SB      |

#### السباق 2
| المركز | الرياضية                 | الدولة           | الزمن    | ملاحظات   |
| ------ | ------------------------ | ---------------- | -------- | --------- |
| 1      | جوداف تسيجاي             | إثيوبيا          | 14:55.74 | Q         |
| 2      | هيلين أوبيري             | كينيا            | 14:55.77 | Q         |
| 3      | ناديا باتوكليتي          | إيطاليا          | 14:55.83 | Q، PB     |
| 4      | إليز كراني               | الولايات المتحدة | 14:56.14 | Q، SB     |
| 5      | كارولين بييركيلي غروفدال | النرويج          | 14:56.82 | Q         |
| 6      | نوزومي تاناكا            | اليابان          | 14:59.93 | PB        |
| 7      | رايتشل شنايدر            | الولايات المتحدة | 15:00.07 |           |
| 8      | رحيل دانييل              | إرتريا           | 15:02.59 |           |
| 9      | إيمي-إلويز ماركوفيتش     | بريطانيا العظمى  | 15:03.22 | PB        |
| 10     | إيليش ماكولغان           | بريطانيا العظمى  | 15:09.68 |           |
| 11     | جيني بلاندل              | أستراليا         | 15:11.27 |           |
| 12     | إستير شيبيت              | أوغندا           | 15:11.47 |           |
| 13     | دومينيك سكوت             | جنوب إفريقيا     | 15:13.94 | SB        |
| 14     | كيت فان باسكيرك          | كندا             | 15:14.96 |           |
| 15     | إيزوبيل بات-دويل         | أستراليا         | 15:21.65 |           |
| 16     | ديان فان إس              | هولندا           | 15:47.01 |           |
| 17     | مارث يانكورجي            | رواندا           | 15:55.94 | SB        |
| –      | فرانسيني نيونسابا        | بوروندي          | DQ       | TR 17.3.2 |
| –      | كلارا لوكان              | سلوفينيا         | DNF      |           |

### النهائي
| المركز | الرياضية                 | الدولة           | الزمن    | ملاحظات |
| ------ | ------------------------ | ---------------- | -------- | ------- |
| الأول  | سيفان حسن                | هولندا           | 14:36.79 |         |
| الثاني | هيلين أوبيري             | كينيا            | 14:38.36 |         |
| الثالث | جوداف تسيجاي             | إثيوبيا          | 14:38.87 |         |
| 4      | أغنيس جيبت تيوروب        | كينيا            | 14:39.62 | SB      |
| 5      | إيجاييهو تاي             | إثيوبيا          | 14:41.24 |         |
| 6      | سينبيري تيفيري           | إثيوبيا          | 14:45.11 |         |
| 7      | ناديا باتوكليتي          | إيطاليا          | 14:46.29 | PB      |
| 8      | ياسمين كان               | تركيا            | 14:46.49 |         |
| 9      | ريريكا هيروناكا          | اليابان          | 14:52.84 | NR      |
| 10     | سلاماويت تيفيري          | إسرائيل          | 14:54.39 |         |
| 11     | كاريزا شوايرزر           | الولايات المتحدة | 14:55.80 |         |
| 12     | ليليان كاسيت رينجيروك    | كينيا            | 14:55.85 |         |
| 13     | إيليس كراندي             | الولايات المتحدة | 14:55.98 | SB      |
| 14     | كارولين بييركيلي غروفدال | النرويج          | 15:09.37 |         |
| 15     | أندريا سيكافيين          | كندا             | 15:12.09 |         |